# پت کانروی
پت کانروی (انگلیسی: Pat Conroy؛ زادهٔ ۲۶ اکتبر ۱۹۴۵-درگذشته ۴ مارس ۲۰۱۶) نویسنده و رمان‌نویس اهل ایالات متحده آمریکا بود.
وی نویسنده کتاب‌هایی همچون سانتینی کبیر و شاهزاده جز و مد می‌باشد.